# Старчево (культура)
Старчево культура (серб. Старчево/Starčevo, угор. Körös, рум. Criş) — археологічна культура нової кам'яної доби. Назву отримала від найдавнішого поселення в Сербії (Старчево), Угорщини (Кьорьош) і Румунії (Кріш).

## Датування та поширення
Сучасні методи радіовуглецевого датування вказують на такий час існування цієї культури: 6600 — 5300 рр. до нашої ери. 
Була поширена у Сербії і Болгарії. На території України — в Українському Закарпатті, неоліт якого тісно пов'язаний з неолітом Подунав'я. На досліджених там поселеннях Заставне та Рівне виявлена характерна плоскодонна кераміка з орнаментом у вигляді підкреслених ліній, защипів та шишок. Знайдені глиняні антропоморфні фігурки та кам'яні шліфовані сокири. Під впливом цієї культури з території Румунії та Молдови в басейнах Дністра і Південного Бугу формувалася Буго-Дністровська культура  — найдавніша у неоліті України.

## Найменування та відкриття
Старчево культура є у складі культурно-історичної області Старчево — Кереш — Каранове І. В Угорщині має назву Кереш культура, а в Румунії — Криш, що зумовлено політичними мотивами, в Болгарії — Каранове І. Відкрита в 1928 у населеного пункту Старчево, біля Белграда.

## Антропологічні риси
Носії культури відносилися до середземноморської раси, які чітко відрізнялися від місцевих мезолітичних кроманьйонців.

## Ділення
Культура поділяється на окремі антропологічні групи зі своїми територіями і особливостями.

## Ознаки культури
Ознаки, що притаманні даній культурі
- Поселення на берегах рік з житлами-землянками й наземними чотирикутними будинками.
- Кераміка (кулясті й напівкулясті посудини на піддонах, чаші на ніжках) двох типів: із шорсткуватою поверхнею й орнаментом у вигляді ямок і защипів: добре вироблена луджена й писана.
- Знаряддя з каменю (у тому числі поліровані сокири) і кістки.
- Глиняні статуетки людей і тварин, грузики від ткацьких верстатів і інше.
- Поховання відбувалися на території поселень.

Основні заняття жителів — землеробство й скотарство.
Походження культури Старчево зв'язують із ранньоземлеробськими культурами Передньої Азії й Середземномор'я.